# Colonia Guadalupana, delstaten Mexiko
Colonia Guadalupana är en ort i Mexiko, tillhörande kommunen Almoloya de Alquisiras i den nordvästra delen av delstaten Mexiko, i den centrala delen av landet. Orten hade 105 invånare vid folkräkningen 2010.